# 下田丈

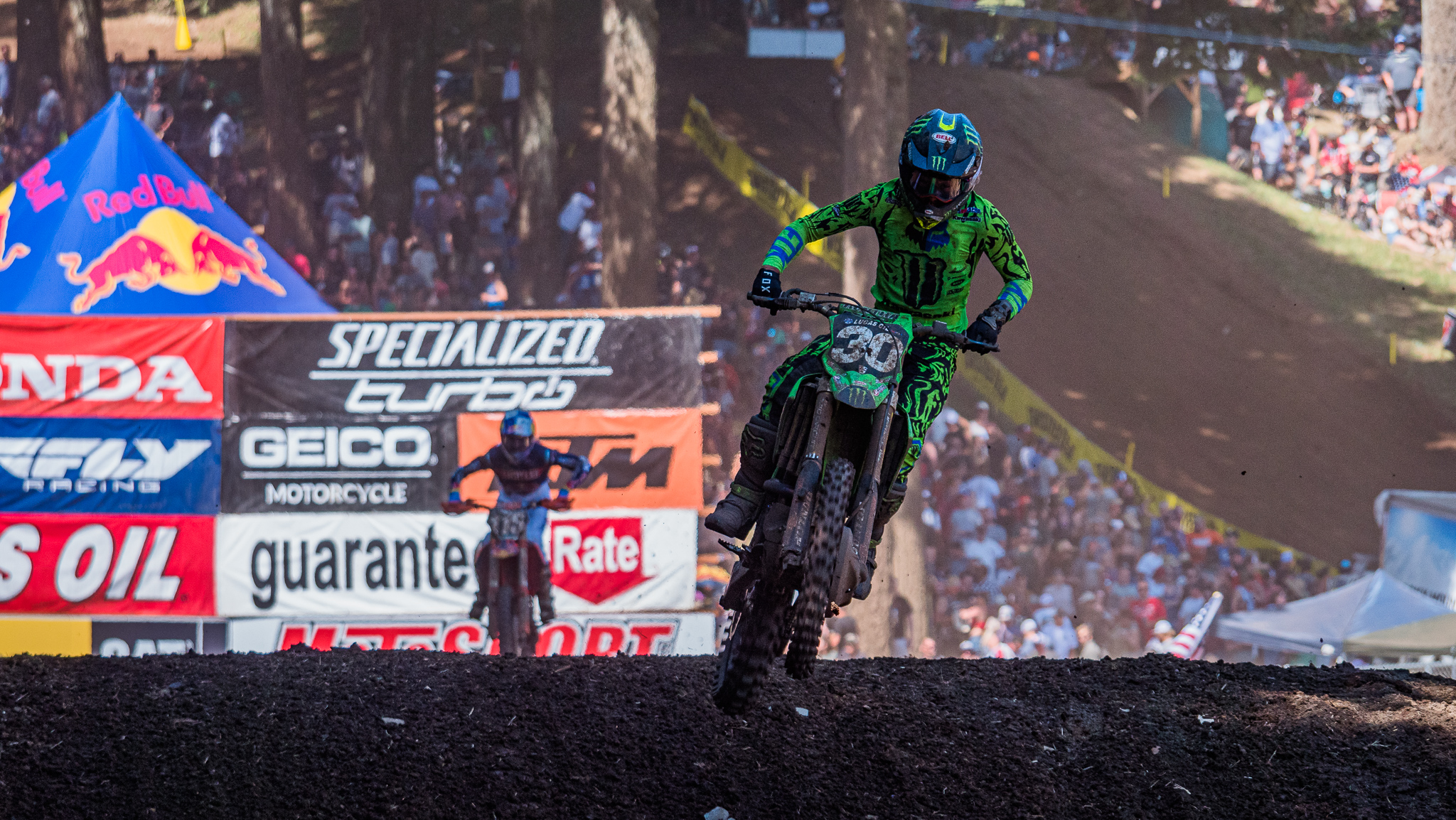
2021年AMAモトクロスワシューガル戦でカワサキ・KX250を駆る下田

下田 丈（しもだ じょう、英：Jo Shimoda、2002年（平成14年）5月16日 - ）は、三重県鈴鹿市出身のモトクロスライダー。ゼッケン番号は30。
カリフォルニア州メニフィーに在住し、アメリカのAMA選手権（モトクロス/スーパークロス/スーパーモトクロス）に参戦している。
2023年までモンスターエナジー/プロ・サーキット/カワサキから参戦していたが、2024年からホンダのファクトリーチームであるチームHRCに所属する。

## 概要
北米モトクロスで史上最も印象的な活躍をしている日本人で、AMAスーパークロス/AMAモトクロス250ccクラスにおけるヒート優勝・総合優勝・ランキング2位を含め、日本人新記録の多くを塗り替えた。序盤ではやや遅れをとるが、後ろから追い上げて勝つことが多い。
全日本モトクロス選手権でタイトルを獲得してからAMAに進出した成田亮などの先輩達とは異なり、下田は10歳で家族と一緒に渡米して、アメリカでキャリアを積んだ。
2022年全日本モトクロス選手権の第4戦名阪スポーツランド戦で、最高峰のIAクラス（450cc）にスポット参戦。ライバルを一周3～5秒引き離し、ヒート1では終盤転倒しつつも優勝。ヒート2はオープニングラップでコースアウトし最後尾に落ちたが、たった10分で全車を抜き去ってトップに立ち、最後は8番手までを周回遅れにして優勝を果たすなど、北米仕込みの異次元の力を見せた。また同年、モトクロス・オブ・ネイションズには日本チームとして参戦した（予選2位/決勝12位/チーム24位）。

## 来歴
- 2013年
  - 全米アマチュアモトクロス選手権(ロレッタリン) 65cc 3位
  - ジュニアモトクロス世界選手権(チェコ) 65cc 5位
- 2014年 
  - 全米アマチュアモトクロス選手権(ロレッタリン) 85cc 3位
  - ジュニアモトクロス世界選手権(ベルギー) 65cc 総合2位（ヒート優勝）[5]。モトクロスの世界選手権での実績としては、1978年モトクロス世界王者の渡辺明以来の快挙となる[6]。
- 2015年 
  - 全米アマチュアモトクロス選手権(ロレッタリン) 85cc 3位
- 2016年 
  - リッキーカーマイケル・アマチュアスーパークロス(デイトナ) Supermini チャンピオン
  - 全米アマチュアモトクロス選手権(ロレッタリン) Supermini チャンピオン
  - ジュニアモトクロス世界選手権(ロシア) 85cc 2位
  - ソアーウインターミニオリンピック(Mini O’s) スーパークロスSB2 チャンピオン
- 2017年
  - リッキーカーマイケル・アマチュアスーパークロス(デイトナ) 250B 3位
  - JS7スプリングチャンピオンシップ(フリーストーン) 250B 2位
  - 全米アマチュアモトクロス選手権(ロレッタリン) 250B 3位
- 2018年 
  - 全米アマチュアモトクロス選手権(ロレッタリン) 250B 7位
  - モンスターエナジーカップオールスターズ(ラスベガス) チャンピオン
- 2019年
  - チーム「ガイコ・ホンダ」と契約しAMAプロデビュー[1]
    - プロモトクロス250ランキング26位
- 2020年
  - AMAスーパークロスデビュー
  - スーパークロス250SXイーストランキング3位。ルーキー・オブ・ザ・イヤー獲得[7]。
  - プロモトクロス250ランキング11位
- 2021年 
  - スポンサー撤退によりガイコ・ホンダが解散し、「モンスターエナジー/プロ・サーキット/カワサキ」に移籍。
  - スーパークロスイースト第16戦ソルトレイクシティで日本人として初優勝[8]。年間ランキング2位[1]。
- 2022年 
  - 第5戦ミシガンにて、日本人初となるAMAプロモトクロスのヒート優勝、およびイベント優勝を果たす[9]。この年ランキング2位[1]。
- 2023年 
  - 練習中に転倒し骨折、AMAスーパークロス250ccクラスはほとんど欠場したが、イースト・ウェスト・ショーダウンでヒート優勝を果たした[10]。
  - AMAモトクロス250ccクラスランキング3位。最終戦で2ヒートを制して完全勝利[11]
  - この年開幕となった、AMAスーパーモトクロス（AMAモトクロスとAMAスーパークロスの上位者のみが参加できる）に日本人唯一の出場。開幕戦で最初のウィナーとなった[12]。惜しくもタイトルには届かずランキング2位で終えた。獲得賞金は25万ドル（約3600万円）[13]。
  - チームHRC移籍後初戦の11月、スーパークロス・デ・パリ250ccクラスで6ヒート中4ヒートで1位となり総合優勝、「プリンス・オブ・パリ」の称号を獲得[14]。